# Mrňouskové 2: Daleko od domova
Mrňouskové 2: Daleko od domova (ve francouzském originále Minuscule 2 : Les Mandibules du bout du monde, ve Spojeném království vydáno pod názvem A Minuscule Adventure) je francouzský dobrodružný komediální animovaný film z roku 2018, který vychází z televizního pořadu Minuscule. Jedná se o pokračování filmu Mrňouskové: Údolí ztracených mravenců a bylo vydáno 30. ledna 2019.

## Děj
Po letech od událostí prvního filmu žije Cox se svou rodinou v údolí na jihovýchodě Francie. Jednoho dne Junior, jedno z dětí, které si přeje být nezávislé, opustí skupinu a pokusí se odnést nalezené jablko k nim domů. Ukradne ho však moucha Toofete a jeho parta, která přežila díky své schopnosti vracet se z podsvětí. Cox je zavede na honičku, která skončí tím, že se mouchy zachytí na pavučině, která se pak zřítí a zabije je. Cox a Junior se pak vrátí domů a spolu s ostatními se uloží k zimnímu spánku. Později téže noci Mandible a jeho hlídka přepadnou obchod s potravinami, aby získali jídlo na zimu, ale napadne je kolonie červených mravenců v čele s Butorem, přičemž Butor se chce Coxovi a Mandible pomstít. Následuje honička v továrně na přepravu, Mandible se podaří mravencům utéct a pomocí svých tykadel vyšle dálkový hovor Coxovi, který se probudí z hibernace a vydá se s Juniorem na cestu.
Poté, co Cox a Junior dorazí na místo, dojde ke rvačce, v jejímž důsledku skončí červení mravenci v jedné z několika beden kaštanů, které mají být rozvezeny po celém světě. Junior skončí v bedně, která míří na Guadeloupe v Karibiku. Cox opustí Mandible, sveze se na náklaďáku a pak v letadle mířícím na Guadalupe. Na Guadalupe dorazí nákladním letadlem, ale Junior se od Coxe oddělí a ztratí se v džungli. Cox se probere z bezvědomí a s pomocí oddílu karibských mravenců se spojí s Mandible, načež se vydá Juniora hledat. Po obdržení zprávy se Mandible vydá k odpadní rouře a setká se s Coxovým druhým přítelem, černým pavoukem. Na upravené maketě lodi se vydají na Guadalupe, ale při plavbě přes Atlantský oceán je zastihne bouře, kvůli které spadnou do moře, kde je sežere velký bílý žralok.
V džungli Junior uteče před kudlankou nábožnou a zřítí se do jeskyně, kde uvízne ve skákající pavoučí síti. Tam potká mouchu jménem Gray, černou housenku vlaštovčího ocasu a černou berušku jménem Coco, do které se zamiluje. Když Cox dorazí, zachrání skupinu tím, že na pavouka shodí kámen. Cox s Coco těsně uniknou spolu s ostatními s Juniorem v kómatu. Když se Gray s housenkou vrátí domů, Coco vezme Coxe do domu své kolonie, kde černé berušky provedou rituál, aby pomohly Juniorovi nabýt vědomí. Mezitím se Cox dál snaží spojit se svými přáteli, ale ti jsou stále ve žraločím žaludku. O dva dny později se Junior probere a znovu se setká s Coxem. Začne se také sbližovat s Coco jako se svou přítelkyní.
Jednoho dne stavební dělníci vykácí domov černé berušky, aby postavili letovisko. Při vymýšlení plánu na jejich záchranu si Cox vzpomene, že se housenky černých berušek brání tím, že vydávají silný zápach, kvůli kterému je obyvatelé ostrova považují za obtíž. Cox nechá Juniora a Coco, aby našli domov housenek v banyánu. Stejně se však za ním vydají a zachrání ho před kudlankou nábožnou, ale jsou zahnáni do kouta poblíž útesu. Když se je kudlanka chystá sežrat, přichází je zachránit Mandible a černý pavouk, kteří unikli ze žraločího žaludku. Cox, Junior a Coco utečou a vydají se k housenkovému banyánu, kde je housenka, kterou Cox zachránil, zavede k jejich vůdci. Poté, co se vůdce dozví o staveništi a pomocí tykadel nahlédne do jeho vzpomínek, rozhodne se Coxovi pomoci. S pomocí armády je dovede na další staveniště, což způsobí, že vědci prohlásí oblast za zamořenou housenkami, a tak se jim podaří dostat se na další staveniště, které je zamořeno housenkami.
Následně se parta rozloučí se svými přáteli a vrátí se domů, aby pokračovala v zimním spánku, zatímco Junior se rozhodne zůstat s Coco. Ve scéně uprostřed titulků dorazí kaštanová krabice, ve které Butor a jeho kolonie uvízli, do restaurace v čínském Pekingu, kde Butor začne plánovat jejich útěk a pomstu Coxovi a Mandible.

## Obsazení
Na rozdíl od prvního filmu, se již v pokračování objevilo více lidských postav a také řeč ve francouzštině, kreolštině a mandarínštině.
| Thierry Frémont        | prodejce potravin      |
| Bruno Salomone         | muž žvýkající žvýkačku |
| Stéphane Coulon        | řidič dodávky          |
| Franck Benezech        | správce stavby hotelu  |
| Sarah Cohen-Hadria     | matka                  |
| Bô Gaultier de Kermoal | radista ponorky        |

## Produkce
Část natáčení se uskutečnila na Guadeloupe, konkrétně na ostrovech Saintes, od června do července 2017.

## Přijetí ze strany kritiků
Film získal od filmových kritiků pozitivní recenze.